# Wynonna Judd
Wynonna Judd, geboren als Christina Claire Ciminella (Ashland, 30 mei 1964), is een Amerikaanse countryzangeres.

## Carrière
Wynonna en haar jongere zus Ashley Judd werden na de scheiding van hun ouders opgevoed door hun moeder. De familie woonde een paar jaar in Los Angeles, voordat ze terugkeerde naar Kentucky. Toen Wynonna's zangtalent werd ontdekt, verhuisde de familie weer naar Nashville, het centrum van de countrymuziek.
In 1983 kregen moeder Naomi Judd en dochter Wynonna een platencontract bij het gerenommeerde RCA Records. Als The Judds startten ze een van de succesvolste carrières in de geschiedenis van de countrymuziek. In totaal werden 14 nummer 1-hits opgenomen en meerdere met platina onderscheiden albums uitgebracht. Het succesvolle duo werd gewoonweg bedolven met onderscheidingen. Ze kregen onder andere vijf Grammy Awards. In 1990 kreeg Naomi hepatitis en moest ze zich noodgedwongen terugtrekken uit de muziekbusiness.
Wynonna startte haar solocarrière in 1992 met het album Wynonna, waarvan in totaal meer dan vijf miljoen exemplaren werden verkocht, dus vijf keer platina. Bovendien werden drie nummer 1-singles van het album gehaald. Ook haar volgende album Tell me Why (1993) was succesvol en kreeg platina, net als het album Revelation. Het album The Other Side en het videoalbum Her Story: Scenes from a Lifetime haalden de status goud.
In 1996 bereikte ze met To Be Loved by You opnieuw de toppositie van de countryhitlijst. Het was haar laatste grote succes als soliste. Op oudejaarsavond 1999 trad ze voor het eerst weer op met haar moeder Naomi. In 2000 werd een gezamenlijke reünietournee afgewerkt. In 2003 bracht ze opnieuw een succesvol album uit: What the World Needs Now Is Love. In 2005 nam ze met Huey Lewis het duet I'm Not in Love Yet op, dat verscheen op het album Plan B van Huey Lewis & the News.
De muziekstijl van Wynonna is sterk doordrongen van blues en traditionele rock (rootsrock).

## Privéleven
In 1995 volgde een zwangerschapsverlof. Omdat ze de vader van haar zoon pas trouwde na de geboorte, kreeg ze kritiek uit conservatieve kringen. Men verweet haar een slecht voorbeeld te zijn. Het huwelijk werd in 1997 ontbonden. In 2003 trouwde ze met haar bodyguard.

## Discografie
- 1992: Wynonna (#4)
- 1993: Tell Me Why (#5)
- 1996: Revelations (#9)
- 1997: Collection (#72)
- 1997: The Other Side (#38)
- 2000: New Day Dawning (#40)
- 2003: What the World Needs Now Is Love (#8)
- 2005: Her Story: Scenes from a Lifetime (live) (#25)
- 2006: A Classic Christmas (#53)
- 2009: Sing – Chapter 1 (#37)
- 2010: Love Heals – A Tribute to Our Wounded Warriors (#32)
- 2016: Wynonna & The Big Noise

- Bibliothèque nationale de France: cb139606408 (data)
- Gemeinsame Normdatei: 131426834
- International Standard Name Identifier: 0000 0000 9514 5405
- Library of Congress Control Number: n91063680
- MusicBrainz: 47d5e136-57cc-4a82-9263-c5ec5ab7e2ee
- Nederlandse Thesaurus van Auteursnamen: 102424527
- SNAC: w6np6p22
- Virtual International Authority File: 27258781